# Bogusław Mach
Bogusław Mach (ur. 20 marca 1933, zm. 8 sierpnia 2018) – polski aktor teatralny i filmowy.

## Życiorys
Urodził się 20 marca 1933 roku w Radomsku. Był absolwentem Państwowej Wyższej Szkoły Filmowej, Telewizyjnej i Teatralnej w Łodzi (1956). Przez całą karierę sceniczną w latach 1956–2003 związany był z Teatrem Nowym w Łodzi, gdzie zagrał w takich spektaklach, jak np. Motyle są wolne, Ptak, Vatzlav, Profesja Pani Warren, Drewniana miska, Hedda Gabler, Porwanie Sabinek i wielu innych. W latach 1963–1977 grywał również w spektaklach Teatru Telewizji. Przez wiele lat był spikerem Łódzkiego Ośrodka Telewizji Polskiej. W 1988 został odznaczony Odznaką „Zasłużony Działacz Kultury”. Zmarł w Łodzi, pochowany jest na Starym Cmentarzu przy ul. Ogrodowej.

## Filmografia

### Filmy fabularne
- Polonia Restituta (1980)
- Słona róża (1982)
- Piggate (1990)

### Seriale telewizyjne
- Lalka (1977, odc. 4)
- Kariera Nikodema Dyzmy (1980, odc. 3)
- Polonia Restituta (1982)
- Ucieczka z miejsc ukochanych (1987, odc. 2)
- Świnka (1990)